# Tore Enar Höglund
Tore Enar Höglund, född 10 oktober 1928 i Engelbrekts församling i Stockholm, död 7 juni 2019, var en svensk skulptör och grafiker.
Höglund studerade vid Konstfackskolan och Konsthögskolan i Stockholm. Bland hans offentliga arbeten märks utsmyckning för Garnisonssjukhuset vid Livregementets grenadjärer och Österholmsskolan i Skärholmen. Hans konst består av expressiva skulpturer med krökta rör och grovt tillyxat trä samt etsningar med kvinnomotiv.